# Ријакија
Ријакија (грч. Ρυάκια) је насељено место у општини Пидна-Колиндрос у периферији Средишња Македонија, Грчка. Према попису из 2021. године било је 225 становника.
На попису из 1913. године Ријакија је имала 303 житеља Грка. Село се раније звало Радијани.